# Martine Dugrenier
Martine Dugrenier (Montreal, 12 de juny de 1979) és una esportista quebequesa que va competir en lluita estil lliure, guanyadora de sis medalles al Campionat Mundial de Lluita entre els anys 2005 i 2010.
Va participar en dos Jocs Olímpics d'Estiu, ocupant el 5è lloc a Pequín 2008 i el mateix lloc a Londres 2012.

## Palmarès internacional
| Campionat Mundial | Campionat Mundial         | Campionat Mundial | Campionat Mundial |
| Any               | Lloc                      | Medalla           | Categoria         |
| ----------------- | ------------------------- | ----------------- | ----------------- |
| 2005              | Budapest ( Hongria)       | 2                 | Lliure 67 kg      |
| 2006              | Canton ( R.P. de la Xina) | 2                 | Lliure 67 kg      |
| 2007              | Bakú ( Azerbaidjan)       | 2                 | Lliure 67 kg      |
| 2008              | Tòquio ( Japó)            | 1                 | Lliure 67 kg      |
| 2009              | Herning ( Dinamarca)      | 1                 | Lliure 67 kg      |
| 2010              | Moscou ( Rússia)          | 1                 | Lliure 67 kg      |